# Groslay
 Groslay  es una población y comuna francesa, en la región de Isla de Francia, departamento de Valle del Oise, en el distrito de Sarcelles y cantón de Montmorency.

## Demografía
| 4744 | 5442 | 5196 | 4914 | 5910 | 7385 |
| Para los censos de 1962 a 1999 la población legal corresponde a la población sin duplicidades (Fuente: INSEE [Consultar]) |      |      |      |      |      |